# Gustav Kalenbach-Schröter
Gustav Kalenbach-Schröter (* 21. Februar 1821 in Rheinfelden; † 10. Oktober 1901 ebenda) war ein Schweizer Maler, Zeichner, Zeichenlehrer und Modellbauer.

## Leben und Werk

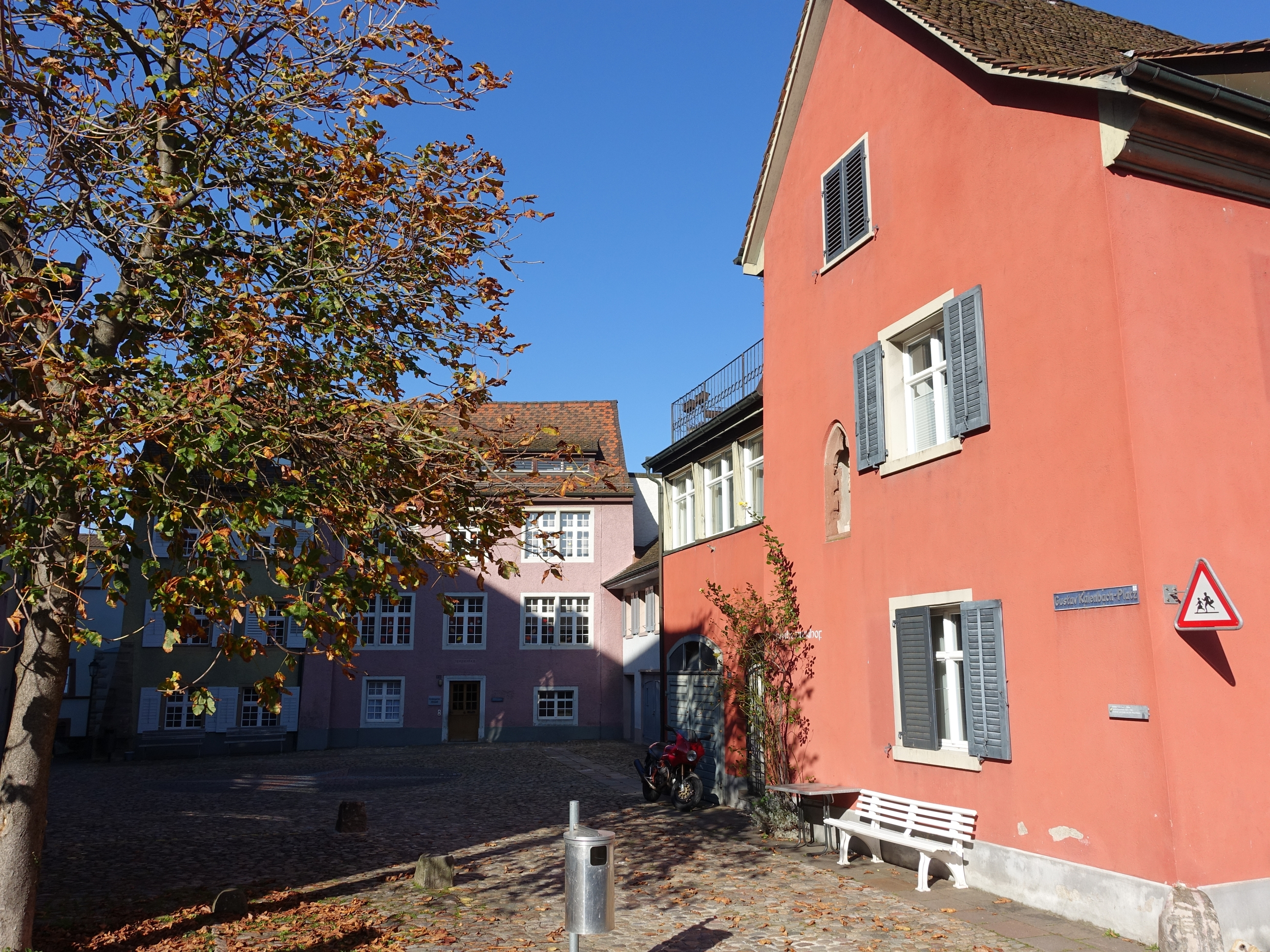
Gustav Kalenbach-Platz in Rheinfelden

Gustav Kalenbach-Schröter war das einzige Kind des früh verstorbenen Metzgermeisters und Engelwirts Martin Kalenbach und der Josefa, geborene Dombrid. Sein Grossvater war der Dreikönigwirt Franz Peter Kalenbach. Gustav Kalenbach wuchs im elterlichen Haus an der Marktgasse auf und besuchte die 1831 neu gegründete Bezirksschule im Hugenfeldschulhaus.
Kalenbach wollte schon früh Kunstmaler werden. Doch sein Vormund erlaubte ihm nur, sich an der Zeichenschule in Basel zum Dessinateur ausbilden zu lassen. Auf seiner Walz hielt er sich in Heidelberg, München, Leipzig und Stein am Rhein auf. Schliesslich arbeitete er als Festangestellter von Lörrach aus für die Kattundruckerei Herofé. Diese lag im Gewann Kreuzmatt an der Öflinger Grenze nahe der Wehra und wurde 1838 von Friedrich Herosé-Hegetschwiler (1803–1859) gegründet.
Wieder in Rheinfelden lebte Kalenbach zusammen mit seiner alleinstehenden Mutter und lieferte von dort aus seine Entwürfe aus. An der Bezirksschule unterrichtete er als Aushilfslehrer von 1854 bis 1870 die Fächer Zeichnen und Schreiben. Für zahlreiche Theateraufführungen schuf er zudem die Dekorationen und Requisiten. 
Gustav Kalenbach heiratete am 19. Januar 1860 die Oberarbeitslehrerin Nanette Kalenbach-Schröter. Zusammen hatten sie einen Sohn, den späteren Bezirkslehrer Karl Gustav (* 2. Dezember 1860; † 29. September 1895), und die Tochter Anna Viktoria (* 5. März 1868; † 1947), die als Arbeitslehrerin an der Bezirksschule unterrichtete. 1871 gründete das Ehepaar Kalenbach-Schröter die Zeitschrift Stunden am Arbeitstisch. Von 1890 bis 1902 wurde die Zeitschrift in der Schweizerischen Hauszeitung herausgegeben.
Um die finanzielle angespannte Situation zu verbessern, entschloss sich Gustav Kalenbach-Schröter eine eigene Bleicherei an der Stelle des späteren «Kosthauses zum Salmen» zu bauen. Das Unternehmen schlug fehl, auch wegen des Rheinhochwassers von 1867, das die zur Bleiche gehörende Pumpe zerstörte. In der Folge kam es zum Konkurs und Gustav Kalenbach-Schröter musste das elterliche Haus verkaufen und eine Wohnung im heutigen «Ochsen» mieten. Später wohnte die Familie wieder an der Marktgasse, ab 1874 im «Beuggenhaus» an der heutigen Bahnhofstrasse 15. Das Haus wurde um die Jahrhundertwende abgebrochen. 1887 unterrichtete er an der neu gegründeten Handwerkerschule Freihandzeichnen. Emil Roniger war einer seiner letzten Schüler. Als der Schriftsteller Hans Blum ihn in die Ölmalerei einführte, begann er Veduten von Rheinfelden zu malen. 
Gustav Kalenbach-Schröter fertigte Miniaturmodelle historischer Denkmäler an. Zusammen mit seinem Schwager Karl Schröter und dem Arzt Emil Wieland (1830–1902) gründete er 1878 das historische Kabinett. Erster Präsident der Kommission für die Historische Sammlung war der Besitzer des Salmenbräus Carl Habich-Dietschy (1845–1928). Erster Konservator war Kalenbach-Schröter. Das Vorhaben, seine historischen Studien über Rheinfelden vor seinem Tod herauszugeben, konnte er nicht mehr umsetzen. 
1902 wurde im damaligen Mädchenschulhaus in Rheinfelden für drei Tage Gustav Kalenbach-Schröters Werke mit grossem Erfolg ausgestellt. Die Ausstellung ermöglichte der Kunstsammler sowie Gesangs- und Musiklehrer, ab 1899 auch als Organist und Musikdirektor in Rheinfelden tätige, Adolf Leuenberger (1872–1903). Mit Hilfe der Bürgergemeinde konnte 1903 im Kunstverlag Benziger & Cie. Kalenbach-Schröters Studien veröffentlicht werden. 1919 wurde die «Kunstmappe Alt-Rheinfelden» mit 26 farbigen Tafeln, darunter 18 Aquarelle und Ölgemälde von Gustav Kalenbach-Schröter, nebst einzelnen Blättern anderer Künstler herausgegeben.
In Rheinfelden gibt es ein «Gustav Kalenbach Platz» und im ehemaligen Heimatmuseum Rheinfelden, heute Fricktaler Museum, ein «Kalenbach Zimmer».